# Léon Wagener
Leo Wagener, também chamado Léon Wagener (Ettelbruck, 12 de abril de 1962) é um prelado da Igreja Católica luxemburguês, bispo-auxiliar de Luxemburgo.

## Vida
Leo Wagener ingressou no seminário de Luxemburgo depois de se formar no Lycée Classique Diekirch em 1982. Depois de estudar filosofia e teologia na Faculdade de Teologia de Trier (1982-1987) e no Instituto Católico de Paris (1985-1986), ele recebeu o sacramento da ordenação sacerdotal em 2 de julho de 1988 pelo arcebispo Jean Hengen . Ele foi inicialmente um capelão em Diekirch. De 1988 a 1991 foi auditor nacional adjunto e de 1991 a 2011 auditor nacional do "Lëtzebuerger Jongbaueren a Jongwënzer" e do "Lëtzebuerger juventude rural".  Em 1990 ele assumiu a posição de pastor em St. Willibrord em Steinbrücken perto de Mondercange, e a partir de 1992 o cargo de pastor diocesano de jovens. Em 2006 mudou-se como pároco para Bonneweg, uma cidade na cidade de Luxemburgo e pastor moderador da equipe pastoral para as associações paroquiais Bonneweg-Hamm e Sacré-Cœur, bem como reitor do Deanery Luxembourg East. De 2010 a 2011 foi decano regional da região pastoral do Luxemburgo (2007-2010). Em 2011 tornou-se Delegado Episcopal para os Assuntos Pastorais. Em 2012, tornou-se membro do capítulo da catedral e do capítulo da catedral da Catedral de Nossa Senhora. Em 2013 ele foi nomeado para Vigário episcopal para a Pastoral. Desde 2014 é também pároco na associação paroquial "Steesel-Walfer Sainte-Trinité". Em 2015, o Arcebispo Jean-Claude Hollerich foi nomeado Vigário-geral na Arquidiocese de Luxemburgo . 
Em 24 de julho de 2019 nomeou o Papa Francisco ao bispo titular de Aquae Novae na Numídia e Bispo-auxiliar de Luxemburgo.  Ele foi ordenado bispo em 29 de setembro de 2019 na Catedral de Notre-Dame de Luxemburgo. O consagrador principal foi Jean-Claude Hollerich, Arcebispo de Luxemburgo, e os co-consagradores foram Fernand Franck, Arcebispo Emérito de Luxemburgo, e Georg Bätzing, Bispo de Limburgo. Ele tomou as palavras " Ad Fontes Fidei " (Às fontes da fé) como um apelo episcopal.